# 雅凜詐騙爭議
雅凜詐騙爭議指的是韓國歌手雅凜於2024年向親朋好友及粉絲借款後未還並多次閃爍其詞，因相關錢財交代不清進而遭到韓國警政系統認定為詐騙爭議。

## 背景
雅凜曾以T-ara成員出道，並在雅凜神病爭議發生後退團。退團後，雅凜參加包含《THE UNIT》、《Sing Again 3》等選秀綜藝，雅凜在之後的2024年2月自稱將發表個人專輯與舉辦個人粉絲見面會。
雅凜的個人生活在這段期間與企業家金英傑結婚，並因懷孕而將婚期提前，甚至透過媒體邀請T-ara全體成員及柳和榮出席婚禮。婚姻存續期間，雅凜曾在真人秀《結婚與離婚之間》稱兩人婚姻其實不如外人想得順利，他們無時無刻都在吵架，甚至常把「離婚」掛在嘴上。
雅凜隨後在2023年12月10日宣布與金英傑進行離婚訴訟，並表示將與新歡開始展開再婚流程。面對外界質疑，雅凜否認此階段懷有身孕。而後，在面對網友質疑相關背景及資訊時，雅凜新歡徐東勛及其本人先後傳出試圖自殺。

## 過程
在雅凜宣布交往後，韓國Pann論壇有貼文暗指雅凜的新歡為第二個「全清祖」，暗示其男友曾有前科紀錄，雅凜對此進行反駁。
韓國資深娛樂記者李鎮浩在2024年3月28日於YouTube上傳影片指徐東勛以雅凜住院為由，向她的粉絲借錢，並有網友出面指證已經借給他們3千萬元韓幣。雅凜對此進行駁斥並表示將對李鎮浩採取法律行動，李鎮浩則指「我已經審閱了相關資料，已經確認過了，這部分是妳男友也親自承認的內容」。事件發生期間，台灣Dcard論壇與中國大陸bilibili皆有使用者分別表示有收到雅凜及其男友透過Instagram詢求「借款」的私人訊息。
韓國媒體Dispatch隨後在4月1日以獨家的方式披露雅凜詐欺的全紀錄，其詐欺手法包含涉嫌假就醫、假訴訟等，涉案金額高達4395萬韓元，而只還過韓幣200萬元，雅凜在報導後接受韓國報社《京鄉新聞》的專訪，表示與親朋好友間及粉絲們是「借款」並指報導中披露透過Instagram借錢的手法是帳號遭到駭客攻擊，非其本人的意志。
雅凜最終在2024年4月19日稱其於當日在AfreecaTV以直播主身分出道並已與徐東勛分手。

## 司法程序
京畿道光明警察局在2024年6月13日表示正在受理三起以詐騙嫌疑調查申請，損失金額一共是3700萬韓元左右，並表示警方在3月便有接獲報案，陸續進行併案調查。隨後，光明警察局在8月12日指著手調查後發現雅凜與其時任男友除了涉嫌詐欺的借款外，還有向部分受害者進行財務勒索，在併案審查後，一併移送地檢署偵辦，而雅凜在偵訊過程中大致承認嫌疑，但徐東勛則否認犯案。水原地方法院安山市支援刑事第9庭在2025年4月10日進行一審宣判，雅凜遭宣判有期徒刑6個月、緩刑2年。

## 延伸事件
雅凜在與金英傑進行離婚訴訟期間，表示其丈夫會對其自身及孩子們虐待，並在個人社交平台公布錄音檔及家暴所致的傷口。在雅凜準備宣布以直播主身分出道並接受專訪時，其稱「因其起訴金英傑且曾大肆上傳自殺貼文導致雙方不穩定，導致小孩被兒童保護機構」帶走。首爾中央地方檢察廳在2024年5月8日就此案件表示，雅凜對金英傑的指控皆沒有證據，且根據小孩所敘述，雅凜高機率誘使小孩說謊，水原家庭法院根據結果判定雅凜及其母親直到7月20日前不准接近小孩的住處或幼稚園100公尺以內。水原地方法院安山支院刑事第9庭法官尹尚道在10月10日上午11時10分就此案件初審開庭，並對雅凜進行掠奪、誘導未成年人等嫌疑展開辯論，庭審結束後雅凜對旁聽記者大喊「寫完報導就起訴」，而雅凜的律師則稱「我們希望儘快審判，以便就控方的事實發表意見」採取了事後決定是否抗告的立場。